# Miami Toros 1974
Questa pagina raccoglie i dati riguardanti i Miami Toros nelle competizioni ufficiali della stagione 1974.

## Stagione
La squadra rimase affidata allo scozzese John Young, che rafforzò la squadra con alcuni giocatori sudamericani e britannici, tra cui bisogna ricordare l'argentino Osvaldo Toriani, due volte vincitore della Coppa Libertadores con l'Independiente. I giocatori statunitensi trovarono poco spazio nei Toros, ad esclusione di Steve Baumann, proveniente dall'università della Pennsylvania.
I floridiani vinsero la Eastern Division, e dopo aver superato in semifinale i Dallas Tornado persero ai rigori la finale contro i L.A. Aztecs.

## Organigramma societario
Area direttiva
- Business Directror: Peter R. Bernal
- Managing General Partner: Angel L. Lorie
- P.R.: Julio Moreira

Area tecnica
- Allenatore: John Young
- Trainer: Chuck Gross

## Rosa
| N. |                              | Ruolo | Calciatore              |
| -- | ---------------------------- | ----- | ----------------------- |
| 1  | Argentina (bandiera)         | P     | Osvaldo Toriani         |
| 2  | Cuba (bandiera)              | D     | Rafael Argüelles        |
| 3  | Inghilterra (bandiera)       | D     | Roger Verdi             |
| 4  | Argentina (bandiera)         | C     | Esteban Aránguiz        |
| 5  | Inghilterra (bandiera)       | D     | Ralph Wright            |
| 6  | Inghilterra (bandiera)       | D     | Ken Mallender           |
| 7  | Trinidad e Tobago (bandiera) | A     | Steve David             |
| 8  | Argentina (bandiera)         | C     | Roberto Aguirre         |
| 9  | Inghilterra (bandiera)       | A     | Derek Watts             |
| 10 | Scozia (bandiera)            | D     | Ronnie Sharp (capitano) |

| N. |                              | Ruolo | Calciatore          |
| -- | ---------------------------- | ----- | ------------------- |
| 11 | Trinidad e Tobago (bandiera) | C     | Warren Archibald    |
| 12 | Stati Uniti (bandiera)       | C     | Steve Baumann       |
| 13 | Argentina (bandiera)         | C     | Héctor Galice       |
| 14 | Trinidad e Tobago (bandiera) | D     | Selris Figaro       |
| 15 | Stati Uniti (bandiera)       | D     | Alan Hamlyn         |
| 16 | Stati Uniti (bandiera)       | D     | Kip Jordan          |
| 17 | Stati Uniti (bandiera)       | D     | Don Ries            |
| 18 | Stati Uniti (bandiera)       | P     | Bill Nuttall        |
| 19 | Brasile (bandiera)           | A     | Nicanor de Carvalho |